# Phare de Sälgrund
Le phare de Sälgrund (en finnois : Sälgrundin majakka) est un feu situé sur l'île de Sälgrund dans le golfe de Botnie, au large de la municipalité de Kaskinen, en Ostrobotnie (Finlande).
Le phare de Sälgrund est inscrit au répertoire des sites culturels construits d'intérêt national par la Direction des musées de Finlande  en date du 22 décembre 2009.

## Histoire
Le phare de Sälgrund, conçu par l'architecte finlandais Axel Hampus Dalström a été mis en service le 13 septembre 1875.
Le phare a été automatisé en 1966 quand il a été connecté au réseau électrique national. Le phare est entouré de quelques petites maisons résidentiels et d'une grande ancienne station de pilotage désactivée en 1986.
À l'extrémité sud de l'île de Sälgrund, un amer était déjà présent au début du 18e siècle. Il a été démoli en 1850 et remplacé par une balise lumineuse.
L'île de Sälgrund est située  à 4 km au sud-ouest de Kaskinen. Depuis sa restauration le phare est devenue ue attraction touristique .

## Description
Le phare  est une tour cylindrique de 25 mètres de haut, avec galerie et lanterne rouge. La tour est peinte en blanc avec deux bandes horizontales rouges. Il émet, à une hauteur focale de 30 mètres, un long éclat blanc toutes les 30 secondes. Sa portée nominale est de 10.5 milles nautiques (environ 19 km).
Identifiant : ARLHS : FIN-051 - Amirauté : C4318 - NGA : 17708 .

## Caractéristique dufeu maritime
Fréquence : 30 secondes (W)
- Lumière : 3.2 secondes
- Obscurité : 26.8 secondes

### Lien connexe
- Liste des phares de Finlande